# Torbjørn Løkken
Torbjørn Løkken, född 28 juni 1963 i Lillehammer, är en norsk tidigare nordisk kombinationsutövare som tävlade internationellt åren 1985–1990. Han tog två medaljer vid världsmästerskapen 1987 i Oberstdorf med guld på 15 kilometer individuellt samt ingick i det norska lag, som tog silver på 3 x 5  kilometer lag.
Løkken deltog också i olympiska vinterspelen 1988 i Calgary, där han slutade sexa i den individuella tävlingen. Han vann också tävlingen i nordisk kombination vid Holmenkollen skifestival och vann även fyra tävlingar åren 1986-1988. Han tog en paus efter säsongen 1987/1988, med  satsning på comeback säsongen 1989/1990, men lade av mitt under säsongen, då han menade att han saknade motivation.
Han utbildades vid Norges idrottshögskola.
Efter att ha lämnat idrotten uppmärksammade media i november 2007 att han försökte återhämta sig från problem med alkohol och andra droger, efter 15 års missbruk av alkohol, piller och heroin.

### Fotnoter
1. ↑  Bugge, Mette (5 september 2008). ”40 år og fortsatt full fart” (på norska). Aftenposten:  s. 20.
2. ↑  Dagbladet: Drikking, piller, narkotika og kjøring i rus (norska)